# 風暴剋星
《風暴剋星》（英語：Stormbreaker，在美國記作）是一部2006年英國、美國和德國合拍的動作間諜片，由傑佛瑞·薩克斯執導，改編自暢銷同名小說的英国电影作品。电影描述14歲少年艾列克·雷德（亞歷克斯·帕蒂弗飾）在叔叔意外身亡之後，一夕之間從平凡的中學生，成為拯救世界的超級情報員的冒險過程。
該片由亞歷克斯·帕蒂弗、米基·洛克、艾莉西亞·席薇史東、達米安·路易斯、伊旺·麥奎格和比爾·奈伊主演。英國於2006年7月21日上映，美國則於2006年10月6日以有限上映的方式發行。《風暴剋星》發行後獲得了負面的評價，主要被批評為缺乏獨創性且難以令人信服；加上在全球僅獲得了2070萬至2390萬美元的票房，未能收回其4000萬美元的預算。由於這些因素，原本能發展成系列作的計劃都已被取消。
2020年改編為電視影集，由奧托·法蘭特主演。

## 外部連結
- .   [2018-06-09]. （原始内容存档于2008-06-17）.
- 互联网电影数据库（IMDb）上《Alex Rider: Operation Stormbreaker》的资料（英文）
- AllMovie上《Alex Rider: Operation Stormbreaker》的资料（英文）
- Box Office Mojo上《Alex Rider: Operation Stormbreaker》的資料（英文）
- 爛番茄上《Stormbreaker (Alex Rider: Operation Stormbreaker)》的資料（英文）
- Metacritic上《Alex Rider: Operation Stormbreaker》的資料（英文）